# Jerome Kern
Jerome David Kern, född 27 januari 1885 i New York i New York, död 11 november 1945 i New York i New York, var en amerikansk kompositör av musikal- och populärmusik. Kern är en av de främsta amerikanska musikteaterkompositörerna från 1900-talets början och skrev sammanlagt över 700 sånger, vilka användes i över 100 olika scenuppsättningar, inklusive klassiker som "Ol' Man River", "Can't Help Lovin' Dat Man", "A Fine Romance", "Smoke Gets in Your Eyes", "All the Things You Are", "The Way You Look Tonight", "Long Ago (and Far Away)" och "Who?". Han samarbetade med många av de ledande librettisterna och textförfattarna under sin era, däribland George Grossmith Jr., Guy Bolton, P. G. Wodehouse, Otto Harbach, Oscar Hammerstein II, Dorothy Fields, Johnny Mercer, Ira Gershwin och E.Y. Harburg.

## Biografi
Jerome Kern föddes i närheten av Jerome Park, som var ett omtyckt rekreationsområde för hans föräldrar: Den var döpt efter Leonard Jerome, som var en stor entreprenör i New York men också morfar till premiärminister Winston Churchill. Han växte upp mitt på Manhattan och gick där i skolan i det allmänna skolväsendet. Han började sin musikaliska utbildning i New York College of Music och fortsatte sedan i Heidelberg i Tyskland.
När han återvände från Heidelberg började Kern arbeta som repetitionspianist, men det dröjde inte länge förrän han var en välkänd och uppskattad kompositör. 1915 hade han varit representerad med sånger i ett antal shower på Broadway. 1920 sattes musikalen Sally upp på Broadway med musik av Kern och i den uppsättningen fanns den första av hans riktigt stora hits med – "Look For the Silver Lining".
1925 blev ett viktigt år i han liv som kompositör, eftersom han då träffade textförfattaren Oscar Hammerstein II, och de började en livslång vänskap, som också innehöll den inte helt oviktiga ingrediensen samarbete. Ett av deras främsta verk är Teaterbåten (Show Boat) efter en roman av Edna Ferber och den hade premiär 1927. Kern fortsatte att skriva för Broadway. Music in the Air kom 1932 och året därpå musikalen Roberta (där texterna skrevs av Otto Harbach).
Hollywood blev nästa anhalt för Kern, som i stort sett tillbringade resten av sitt verksamma liv där. Till filmen Dansen går 1936 skrev han "The Way You Look Tonight", som fick en Oscar som bästa sång i en musikfilm. Ännu en Oscar kom 1941 för sången "Last Time I Saw Paris" ur filmen Lätt på foten.
Vid Kerns död spelade Metro-Goldwyn-Mayer in en film om honom och hans musik, Efter regn kommer solsken, som hade premiär 1946 med Robert Walker i rollen som Kern. I filmen sjungs Kerns melodier av artister som Judy Garland, Kathryn Grayson, June Allyson, Lena Horne, Dinah Shore, Frank Sinatra och Angela Lansbury. Många av filmens biografiska fakta är dock fiktiva.

## Exempel ur Jerome Kerns produktion
Under sin verksamma tid från 1902 till 1945 skrev han omkring 700 sånger och gjorde musiken till cirka 100 uppsättningar i shower eller filmer.
- 1914 – They Didn't Believe Me
- 1920 – Look for the Silver Lining
- 1927 – Ol Man River (Teaterbåten)
- 1927 – Bill (Teaterbåten)
- 1927 – Make Believe (Teaterbåten)
- 1927 – Can't Help Lovin' That Man (Teaterbåten)
- 1932 – The Song Is You (Music In the Air)
- 1933 – Smoke Gets in Your Eyes (Roberta)
- 1933 – Yesterdays (Roberta)
- 1935 – I Won't Dance (Roberta, filmversionen)
- 1936 – A Fine Romance (Dansen går)
- 1936 – The Way You Look Tonight (Dansen går)
- 1939 – All the Things You Are
- 1942 – I'm Old Fashioned
- 1944 – Long Ago (and Far Away)